# Oncideres ophthalmalis
Oncideres ophthalmalis là một loài bọ cánh cứng trong họ Cerambycidae.